# 圣拉匝禄布罗洛圣殿

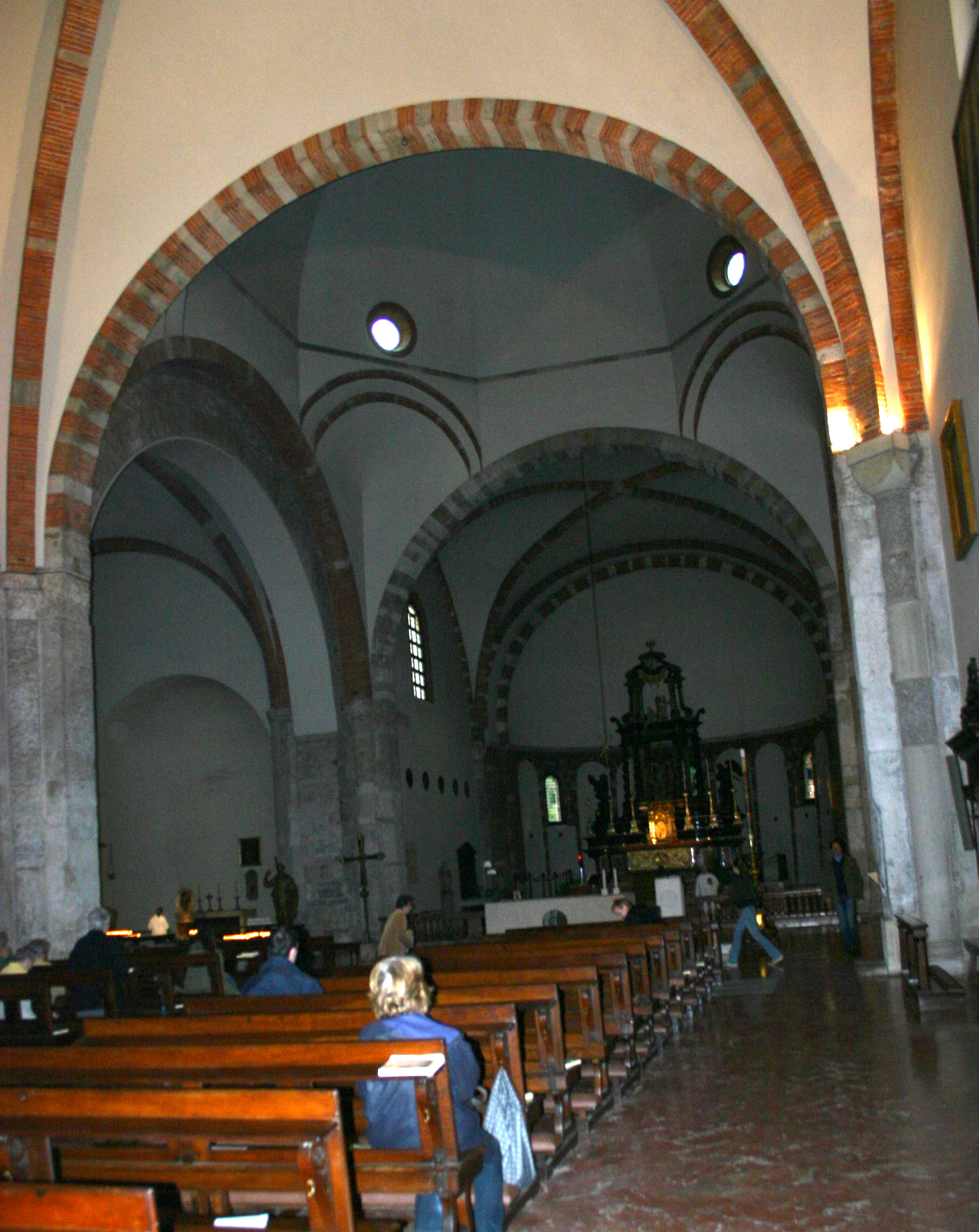
内部

圣拉匝禄布罗洛圣殿（San Nazaro in Brolo）是一座教堂，位于意大利北部米兰。

## 历史
该堂由圣盎博罗削创建于382年，位于连接米兰 (当时称为Mediolanum)与罗马的大道上。它最初是献给使徒的，因此被称为宗徒圣殿（Basilica Apostolorum）。

## 建筑
正如教堂里由盎博罗削本人所写的铭文所解释的那样, 教堂的平面为希腊十字，两翼有后殿, 这是君士坦丁堡的圣使徒教堂所独有的特征。教堂前是门廊式的天井。在教堂的祭坛下面仍然保存着使徒的圣髑。397年，发现了圣拉匝禄的遗体后，建造了新的后殿。皇帝狄奧多西一世的侄女瑟琳娜捐赠了大理石，建造小堂来保存圣髑，并装饰了教堂的其余部分。
右侧的后殿有一个带假门廊的门。墙壁是原始的。在中世纪，双臂交叉处，添加了罗马式的八角形钟,有一个带小圆柱的圆形凉廊。
从1512年开始，布拉曼蒂诺（Bramantino）建造了特里武尔齐奥陵墓，破坏了早期基督教堂的立面。

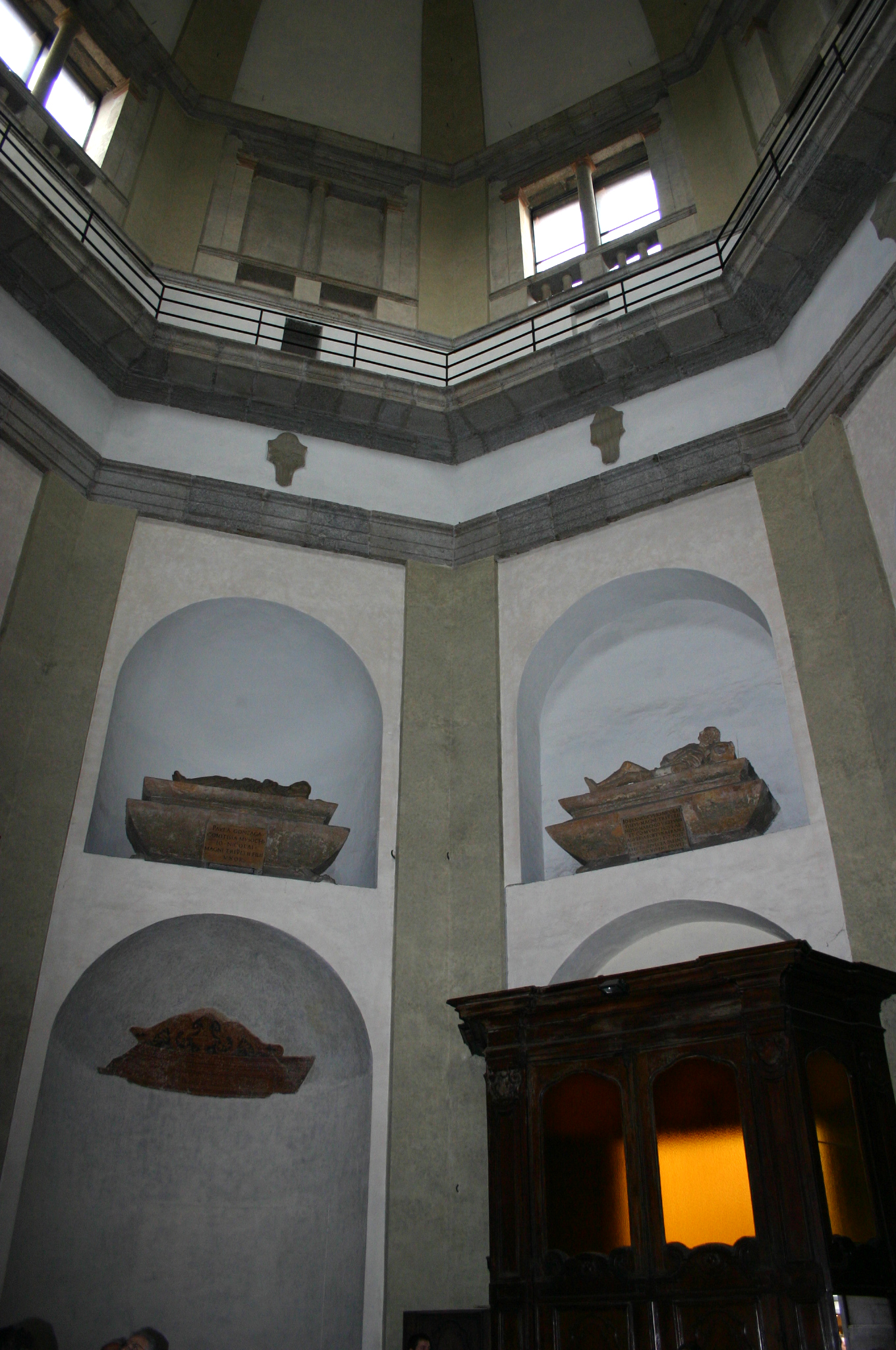
特里武尔齐奥小堂
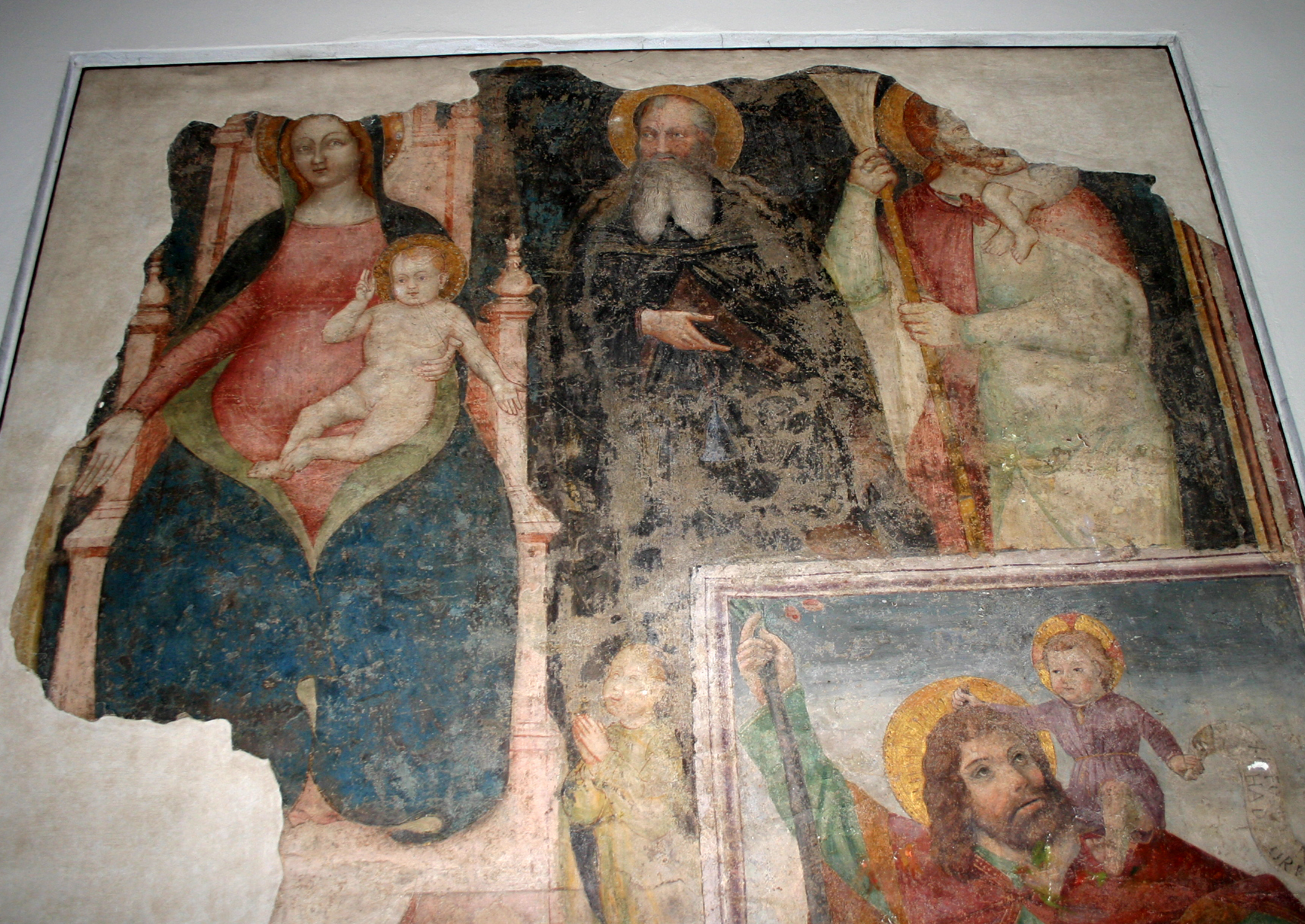
15世纪湿壁画
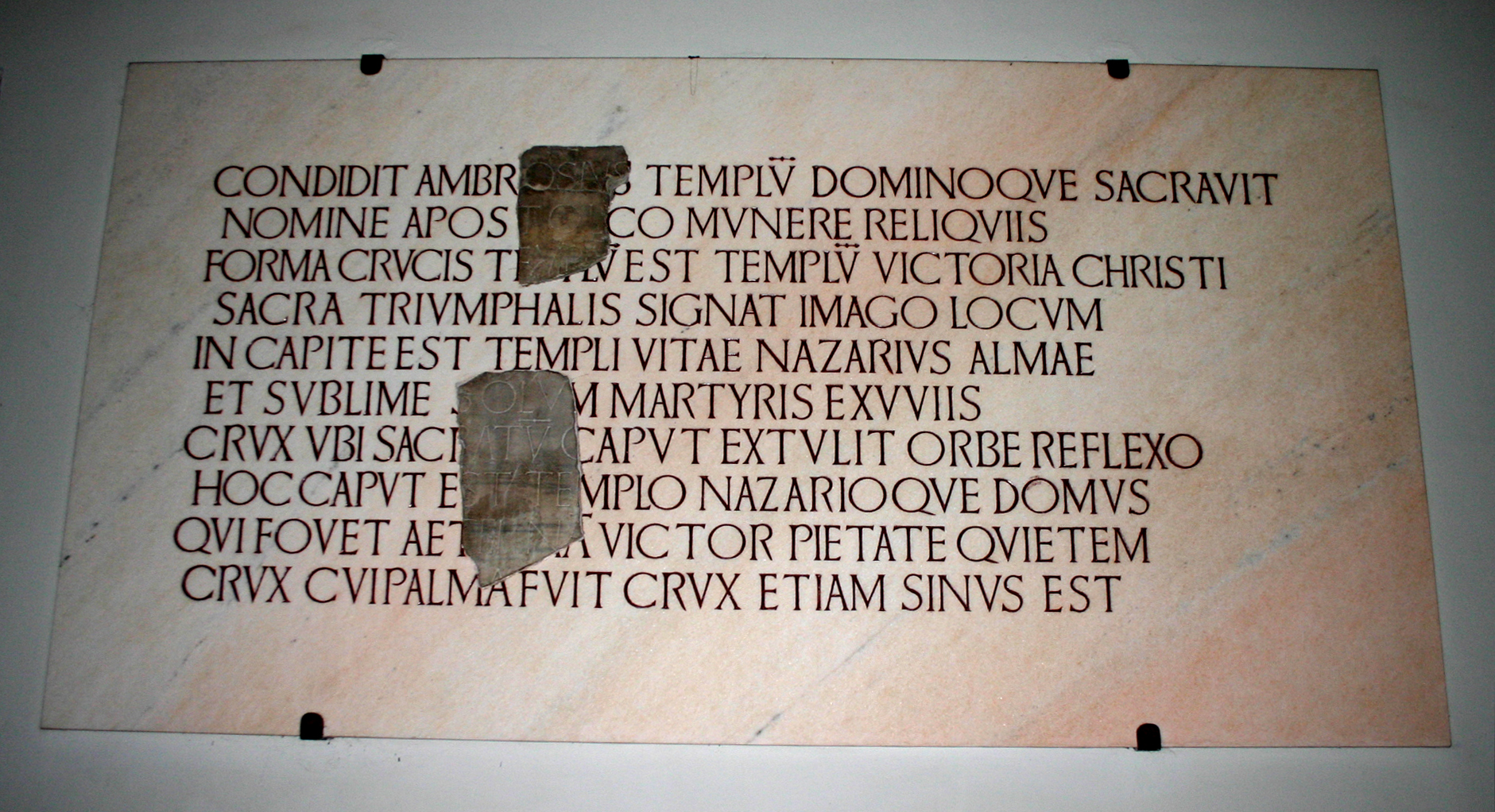
盎博罗削铭文